# Масалаб Елеонора
Елеоно́ра Масала́б (*12 жовтня 1988, Харків, УРСР) — українська модель, яка стала переможницею конкурсу «Міс Україна-Всесвіт» в 2008 році.
Масалаб представляла Україну на міжнародному конкурсі краси «Міс Всесвіт» 2008, що відбувся 14 липня у В'єтнамі.
Її зріст 178 см. Модельні параметри: 86—61—88.

## Освіта
Навчалася заочно в Харківській національній юридичній академії.